# Glacier de Treutsebo
Le glacier de Treutsebo est un glacier de Suisse, dans le massif du Mont-Blanc.
Il naît sur l'adret du Grand Darrey, à environ 3 200 mètres d'altitude, et se dirige vers le sud-est en direction du val Ferret. Il est voisin des glaciers des Planereuses au nord et de Darrey au nord-ouest sur l'ubac de l'arête rocheuse reliant le Grand Darrey à la crête Sèche et de celui de l'A Neuve au sud-ouest sur l'adret du Grand Darrey.